# قانون تجارة الرقيق لعام 1800
قانون تجارة الرقيق لعام 1800 هو قانون أقره الكونغرس الأمريكي لتعزيز قانون تجارة الرقيق لعام 1794 مما يحد من التواجد الأمريكي في تجارة البشر والعبودية. كان هذا القانون هو أحد القوانين التي أدت في نهاية المطاف لمنع جلب العبيد إلى الولايات المتحدة.